# Toninia submexicana
Toninia submexicana är en lavart som beskrevs av B. de Lesd. Toninia submexicana ingår i släktet Toninia och familjen Ramalinaceae.   Inga underarter finns listade i Catalogue of Life.